# Megalachne masafuerana
Megalachne masafuerana är en gräsart som först beskrevs av Pilg., och fick sitt nu gällande namn av Oscar R. Matthei. Megalachne masafuerana ingår i släktet Megalachne och familjen gräs. Inga underarter finns listade i Catalogue of Life.